# Thomas Manning
Thomas Manning (8. listopadu 1772 Broome, Norfolk – 2. května 1840) byl britský sinolog a cestovatel, jeden z prvních Evropanů, kteří navštívili tibetskou Lhasu. Dobrodružnou cestu do Tibetu podnikl na vlastní pěst v letech 1811–1812. Během pobytu ve Lhase se setkal i s mladičkým 9. dalajlámou.

## Život
Manning se narodil roku 1772 jako syn duchovního v britské vesničce Broome. Od roku 1790–1795 studoval matematiku na Cambridgeské univerzitě, studium však nedokončil. Dalších 5 let ovšem v Cambridgi zůstal jako soukromý učitel. Mezi lety 1800 až 1803 studoval medicínu a čínštinu v Paříži. Manning v touze po cestování do Číny a Tibetu vstoupil jako doktor do služeb Britské Východoindické společnosti, a v roce 1807 byl vyslán do Kantonu. O tři roky později přesídlil do indické Kalkaty. Podal žádost vedení Britské Východoindické společnosti, aby mohl cestovat na jejich náklady do Tibetu. Když byla jeho žádost zamítnuta, rozhodl se, že se do Tibetu vypraví na vlastní pěst.
Za doprovodu pouze jediného čínského sluhy se vydal na dalekou cestu. Koncem října 1811 dosáhl tibetských hranic, kde se však střetl s čínskými vojenskými jednotkami a jeho další postup tak byl vážně ohrožen. Manning však prokázal své lékařské schopnosti a když se mu podařilo vyléčit několik nemocných vojáků, bylo mu dovoleno zůstat u jednotek a cestovat dále s nimi. V prosinci 1811 se Manningovi podařilo dosáhnout Lhasy, kde zůstal po několik měsíců, během kterých se mu poštěstilo setkat se s 9. dalajlámou Lungtog Gjamcchem, který však tehdy byl ještě dítě. Manning se stal jedním z prvních Evropanů a vůbec první Angličan, který vstoupil na půdu hlavního města Tibetu.
Po pětiměsíčním pobytu se vydal na cestu zpět do Kalkaty, kam dorazil v létě 1813. V roce 1817 byl vyslán do Číny jako člen britské delegace a zejména překladatel. Po příjezdu delegace do Pekingu však byli Britové z Číny vykázáni čínským císařem a Manning se proto vydal na cestu zpět do Anglie. Cestou se na ostrově Svaté Heleny setkal s Napoleonem. Po návratu do rodné země se Manning stal jedním z nejznámějších sinologů své doby. Zemřel v roce 1840.

## Dílo
Manning nikdy nepublikoval nic, co se týkalo jeho cesty do Tibetu. Až roku 1876 byla díky úsilí Sira Clementse Markhama vydána kniha s názvem Narratives of the mission of George Bogle to Tibet and of the journey of Thomas Manning to Lhasa zachycující podrobnějšího informace o jeho cestě.